# Kienburg (Fraktion, Gemeinde Matrei in Osttirol)

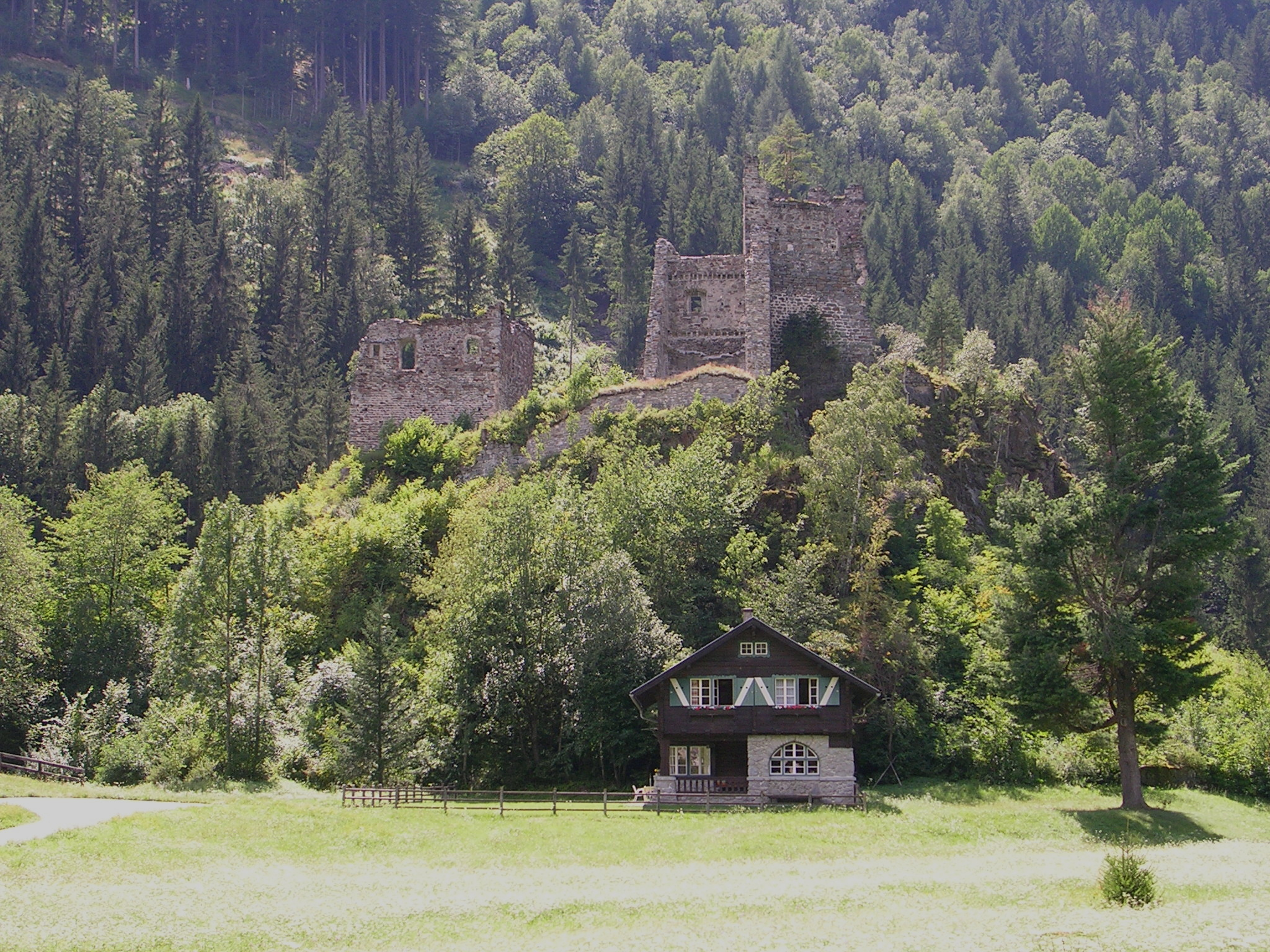
Die Burgruine Kienburg

Kienburg ist eine Fraktion der Gemeinde Matrei in Osttirol. Die Ortschaft liegt im Iseltal und bildete die südlichste Ortschaft der Gemeinde Matrei. Kienburg hat 84 Einwohner (Stand 1. Jänner 2024).

## Geographie
Kienburg liegt in der Katastralgemeinde Matrei in Osttirol Land im südöstlichen Winkel des Matreier Gemeindegebiets. Die Fraktion befindet sich dabei am Abhang des Rudnig zwischen dem Gossenbach im Süden und der Schwarzach im Norden. Der Gossenbach bildet dabei die Grenze zur Gemeinde St. Johann im Walde, die Schwarzach die Grenze zur Ortschaft Huben. Im Osten trennt die Isel Kienburg von der Gemeinde Kals am Großglockner, wobei die Ortschaft Unterpeischlach Kienburg gegenüberliegt. Folgt man der Kienburger Straße (L 393), die von Huben über die Isel nach St. Johann führt, so befindet sich im Norden von Kienburg die Rotte Trin. Trin besteht aus der Straßensiedlung an der Kienburger Straße und den auf einer Anhöhe liegenden Bauernhöfen Trin und Blasen um die Trinkapelle. Folgte man der Kienburger Straße weiter gelangt man zur Einzelsiedlung Brunner mit den Bauernhöfen Oberbrunner und Unterbrunner. Brunner wird ebenfalls zur Rotte Trin gerechnet. Weiter im Südosten befindet sich die TAL-Pumpstation Kienburg und die regionale Kläranlage des Abwasserverbandes Hohe Tauern Süd. Weiter südlich befindet sich zudem der Weiler Kienburg um die Burg Kienburg mit dem ehemaligen Maierhof Stocker bzw. Kienburger. Im äußersten Südosten der Fraktion liegt der Weiler Falter und der Steinbruch der Firma Lauster Steinbau.

## Bevölkerung
In den Volkszählungen wurde Kienburg lange Zeit nicht getrennt ausgewiesen. Noch 1951 wurde Kienburg als ein Teil Hubens geführt. Kienburg umfasste dabei 5 Häuser und 14 Einwohner, wobei mit Kienburg wohl der Bereich um die Burgruine gemeint war. Zudem wurde Trin (die Bauernhöfe Trininger und Blasen) mit 23 Einwohnern in zwei Häusern ausgewiesen.

## Bauwerke und Sehenswürdigkeiten

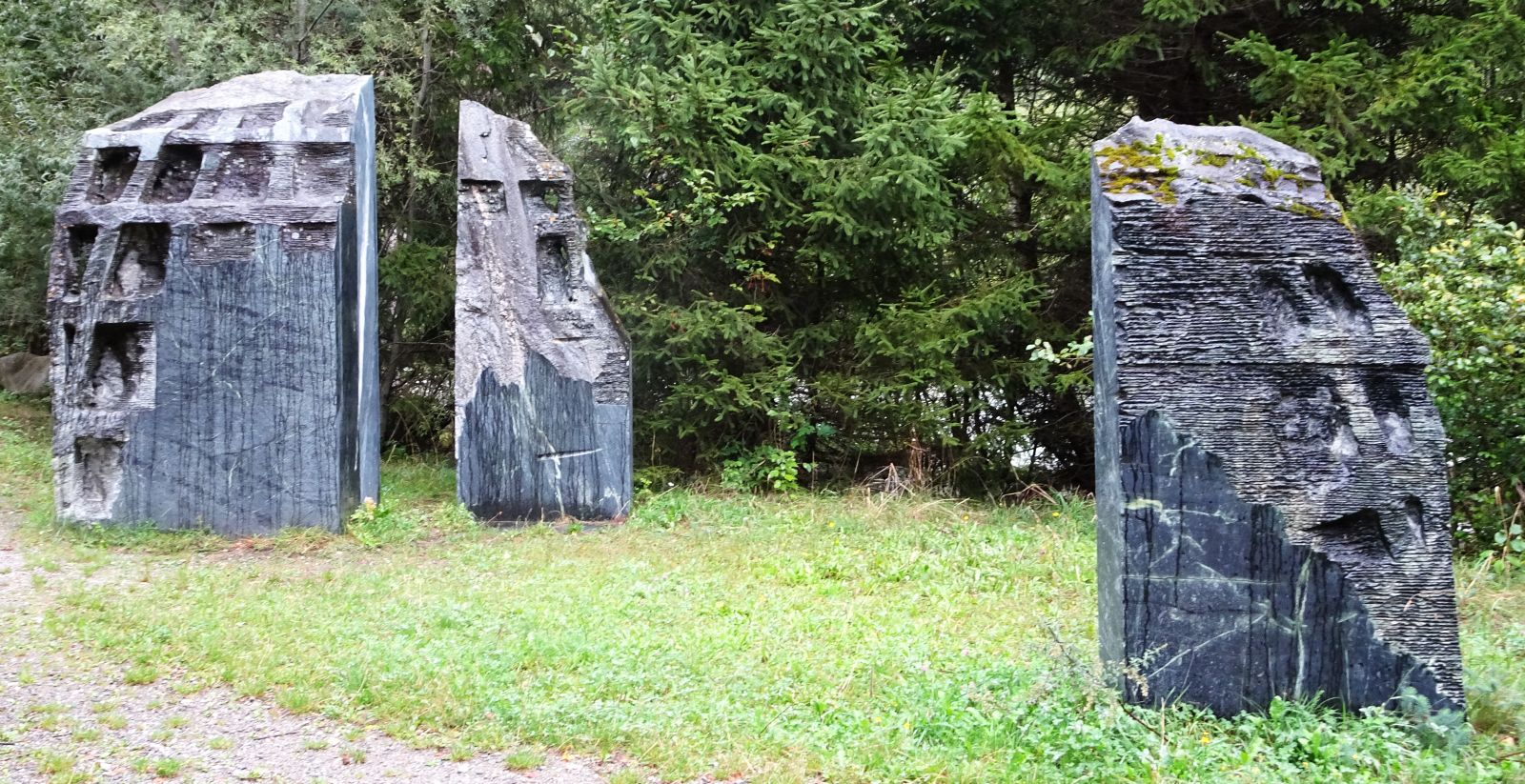
Skulptur an der Isel

Wichtigstes kulturhistorisches Bauwerk von Kienburg ist die gleichnamige Burgruine Kienburg aus der zweiten Hälfte des 12. Jahrhunderts. Zudem befindet sich in Trien die Trinkapelle und beim Bauernhof Falter eine Hauskapelle.
Die Hauskapelle des Bauernhof Falter wurde 1935 errichtet und geht auf ein Versprechen zurück, das Franz Mattersberger leistete, nachdem zwei seiner drei Söhne im Ersten Weltkrieg gefallen waren. Mattersberger gelobte, einen Bildstock zu errichten, falls sein Sohn zurückkehren würde. Nachdem Franz Mattersberger kurz nach dem Krieg verstorben war, ließ sein aus dem Krieg zurückgekehrter Sohn Alois Mattersberger anstatt eines Bildstocks eine Hauskapelle errichten, die 1936 geweiht wurde. Die Kapelle beherbergt eine barocke Kreuzigungsgruppe aus der ersten Hälfte des 18. Jahrhunderts, die Fresken stellen den heiligen Leonhard und die heilige Notburga dar und wurden von Josef Defregger gefertigt.
Die Trinkapelle befindet sich am Trininger Hof (Kienburg Nr. 16) und wurde dem heiligen Josef geweiht. Die Kapelle stammt aus dem 18. Jahrhundert und wurde 1847 erstmals erneuert. Weitere Erneuerungen folgte Ende des 19. Jahrhunderts, 1992/93 folgte eine Restaurierung. Die zweijochige Kapelle mit Apsis erhebt sich über einem rechteckigen Grundriss und verfügt über ein steiles, schindelgedecktes Satteldach. Darüber erhebt sich eingangsseitig ein hölzerner Dachreiter mit rundbogigen Schalllöchern. Der Dachreiter selbst ist durch ein hohes, geschwungenes Zeltdach geschützt und wird von Kugel und Kreuz gekrönt. Die Längswände sind durch jeweils zwei Rundbogenfenster durchbrochen, an der Eingangsseite befindet sich das rundbogige Hauptportal, ein Sichtfenster und im Giebel eine Lünette und ein Rundfenster. Das Innere der Kapelle wird vom barocken Altar aus dem Beginn des 18. Jahrhunderts dominiert. Er wurde aus Holz gestaltet und verfügt über eine rötliche Marmorfassung mit vergoldeten Ornamentteilen. Das Altarblatt zeigt den heiligen Josef mit dem Jesuskind, im Auszug befindet sich ein Ovalbild mit einer Darstellung der Maria mit Kind.
Das Natursteinwerk Lauster veranstaltete in den 1990er-Jahren ein Steinbildhauersymposium, dessen Werke an der Isel aufgestellt wurden.